# Якоби, Мария
Мария Анна Якоби (до замужества — Кастеляйнер; во втором браке — Ламкин; нем. Maria Anna Jacoby (Kasteleiner, Lamkin); 15 февраля 1900, Эддерсхайм, Гессен — 22 января 1990, Роки-Ривер, Огайо) — немецкая и люксембургская художница. Участница летних Олимпийских игр 1936 года.

## Биография
Мария Якоби родилась 15 февраля 1900 года в немецком городе Эддерсхайм. По национальности немка.
В 1936 году участвовала в состязании художников на летних Олимпийских играх в Берлине, представляя Люксембург. Выступала в конкурсе мастеров декоративно-прикладного искусства с шёлковым гобеленом для клубного помещения «Девушка — толкательница ядра» форматом примерно 2х1 метр. Не попала в число призёров.
В том же году после смерти первого мужа эмигрировала в США.
Умерла 22 января 1990 года в американском городе Роки-Ривер.

## Семья
Первый муж — Жан Якоби (26 марта 1891 — 9 сентября 1936), люксембургский и немецкий художник. Двукратный олимпийский чемпион 1924 и 1928 годов, участник летних Олимпийских игр 1932 и 1936 годов. Автор почтовых марок Люксембурга. Познакомились вскоре после Первой мировой войны, Мария была его второй женой.
Второй раз вышла замуж после эмиграции в США.